# 乾量単位・液量単位
乾量単位（かんりょうたんい）・液量単位（えきりょうたんい）とは、体積の単位の分類である。液量単位は液体の体積の計量に用いられ、乾量単位はそれ以外の計量に用いられる。
現行の単位系ではヤード・ポンド法にのみ存在する。メートル法でも初期には存在したが、現在は乾量・液量の区別はない。尺貫法には当初から区別は存在しなかった。

## メートル法
初期のメートル法では、乾量のためのステール（1立方メートルに等しい）と、液量のためのリットルを定めていた。現在のメートル法（国際単位系）ではステールは廃止され、乾量・液量ともに同一の単位（立方メートルまたはリットル）を用いている。しかし、今日でもステールは薪の体積の単位として用いられている。

## ヤード・ポンド法
ヤード・ポンド法では、体積の単位のほとんどは乾量・液量の両方に用いられるが、同じ名前でも乾量と液量とで値が異なる。区別のため乾量(dry)・液量(fluid、"fl"と略す)の語を単位の名称につける。
一部の単位は乾量・液量のどちらかにしか用いられない。ブッシェル、ペックは乾量にのみ用いられる。
乾量単位は、質量（重さ）の単位としても用いられる。これは、量る対象のものについて、その一般的な密度を勘案して定められたもので、現在では乾量単位のほとんどは質量の単位として用いられることの方が多い。

## すり切りと山盛り
体積は通常、あらかじめ定めた標準的な容器を満たすことによって量られる。そのため、特にヤード・ポンド法における体積の単位の名称は、容器の名称と同じであることが多い（バレル＝樽 など）。容器で体積を量るとき、容器の上面で「すり切り(struck)」にするか、容器の上面よりも「山盛り(heaped)」にするかで体積が違ってくる。通常は「すり切り」で計量は行われ、その際、升掻・枡掻（ますかき、strickle）、斗掻（とかき）と呼ばれる棒で容器の上面よりはみ出た分をすり切る。